# Zabawy Przyjemne i Pożyteczne
„Zabawy Przyjemne i Pożyteczne” – tygodnik wydawany w latach 1770–1777 w Warszawie przez Michała Grölla; pierwsze polskie czasopismo literackie, od 1771 nieoficjalny organ obiadów czwartkowych.
„Zabawy Przyjemne i Pożyteczne” miały istotny wpływ na ożywienie życia literackiego doby Oświecenia w Polsce, kształtowanie literatury nowego typu, upowszechnienie znajomości twórczości ówczesnych pisarzy. Z pismem byli związani najwybitniejsi pisarze i poeci epoki, m.in. Adam Tadeusz Naruszewicz, Ignacy Krasicki, Franciszek Dionizy Kniaźnin, Franciszek Zabłocki, Tomasz Kajetan Węgierski.
Na czele pisma stanęli Naruszewicz i Albertrandi. Pismo związane było z królem Stanisławem Augustem Poniatowskim i często popierało jego politykę oraz chwaliło osobę króla jako mecenasa sztuki i literatury. 

Utwory drukowane w "Zabawach Przyjemnych i Pożytecznych" często miały charakter
polityczny.
W latach 1804–1806 Cyprian Godebski i Ksawery Kossecki ponownie zaczęli wydawać „Zabawy Przyjemne i Pożyteczne”, nie udało się im jednak dorównać pierwotnej wersji.